# Gottfried von Straßburg

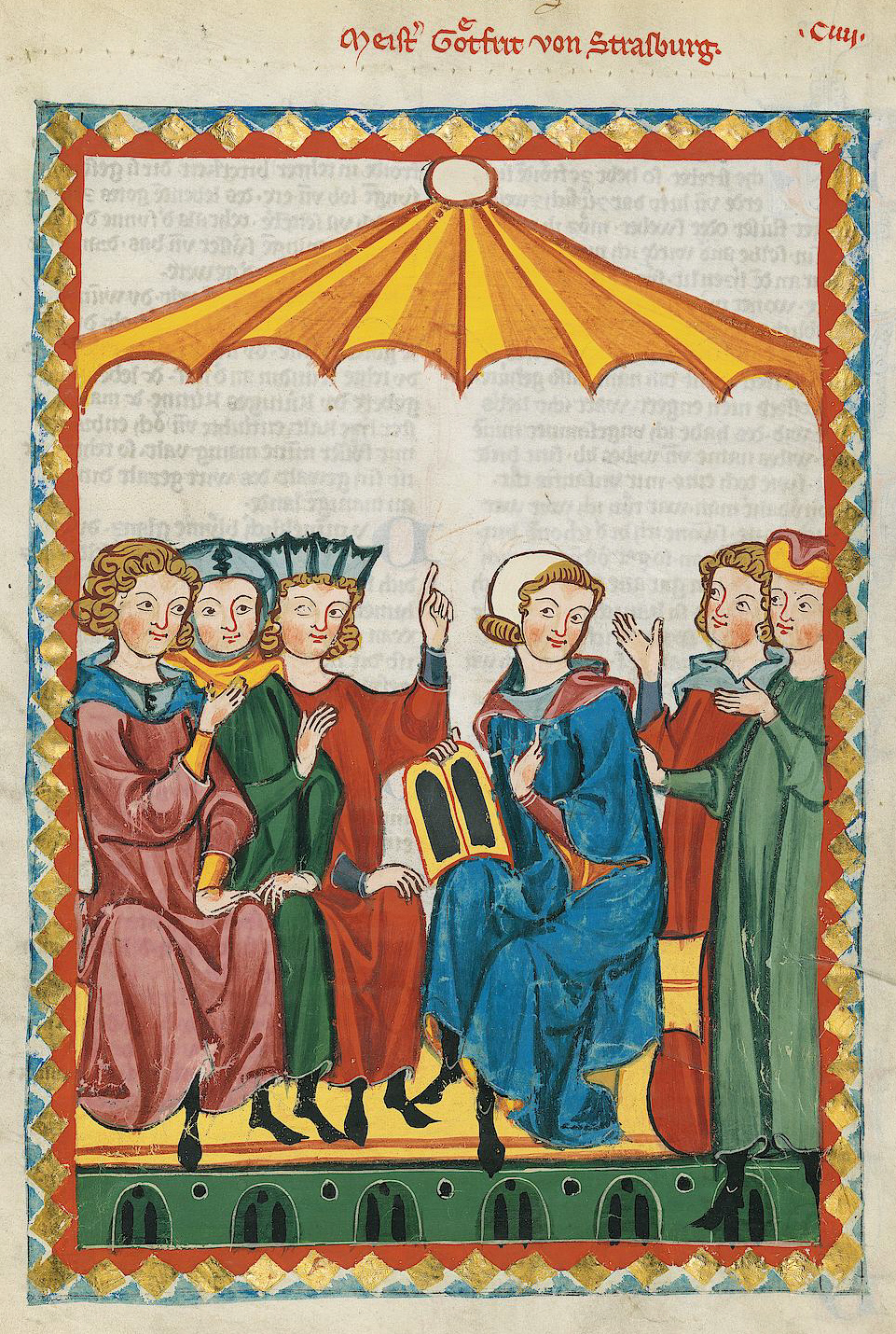
Mistrz Gottfried von Straßburg (Codex Manesse, XIV wiek)

Gottfried von Straßburg (zm. ok. 1210) – jeden z najważniejszych pisarzy niemieckiego średniowiecza, żył na przełomie XII i XIII wieku, współczesny Hartmanna von Aue, Wolframa von Eschenbacha i Walthera von der Vogelweide.
W swych utworach przedstawiał bogactwo świata dworskich namiętności. Bohaterowie jego utworów byli wyidealizowani i w pełni poświęcali się swoim namiętnościom.